# Assomption (Metro Montreal)

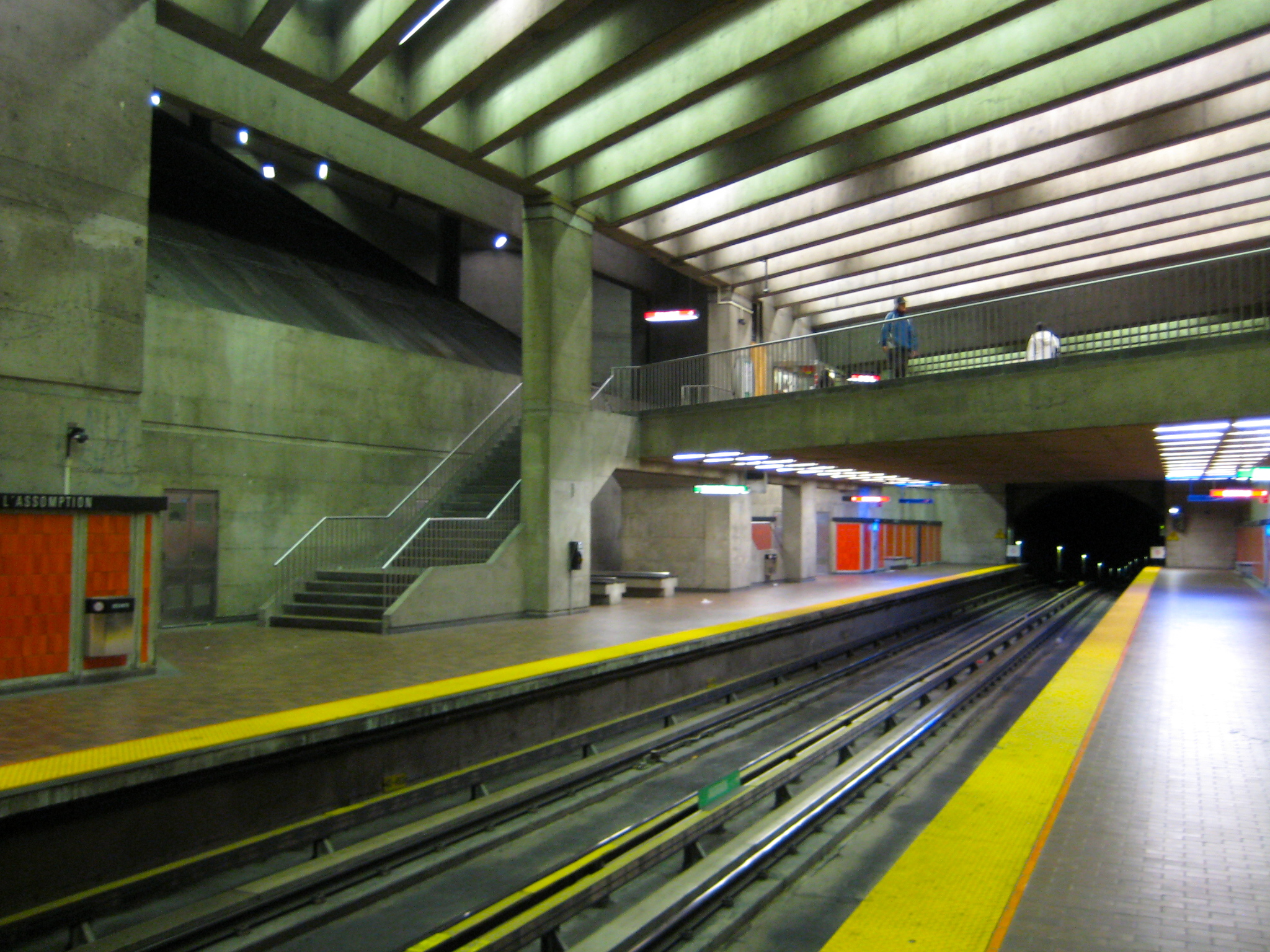
Blick auf die Bahnsteige

Assomption ist eine U-Bahn-Station in Montreal. Sie befindet sich im Arrondissement Mercier–Hochelaga-Maisonneuve am Boulevard de l’Assomption. Hier verkehren Züge der grünen Linie 1. Im Jahr 2019 nutzten 1.359.340 Fahrgäste die Station, was dem 64. Rang unter den insgesamt 68 Stationen der Metro Montreal entspricht.

## Bauwerk

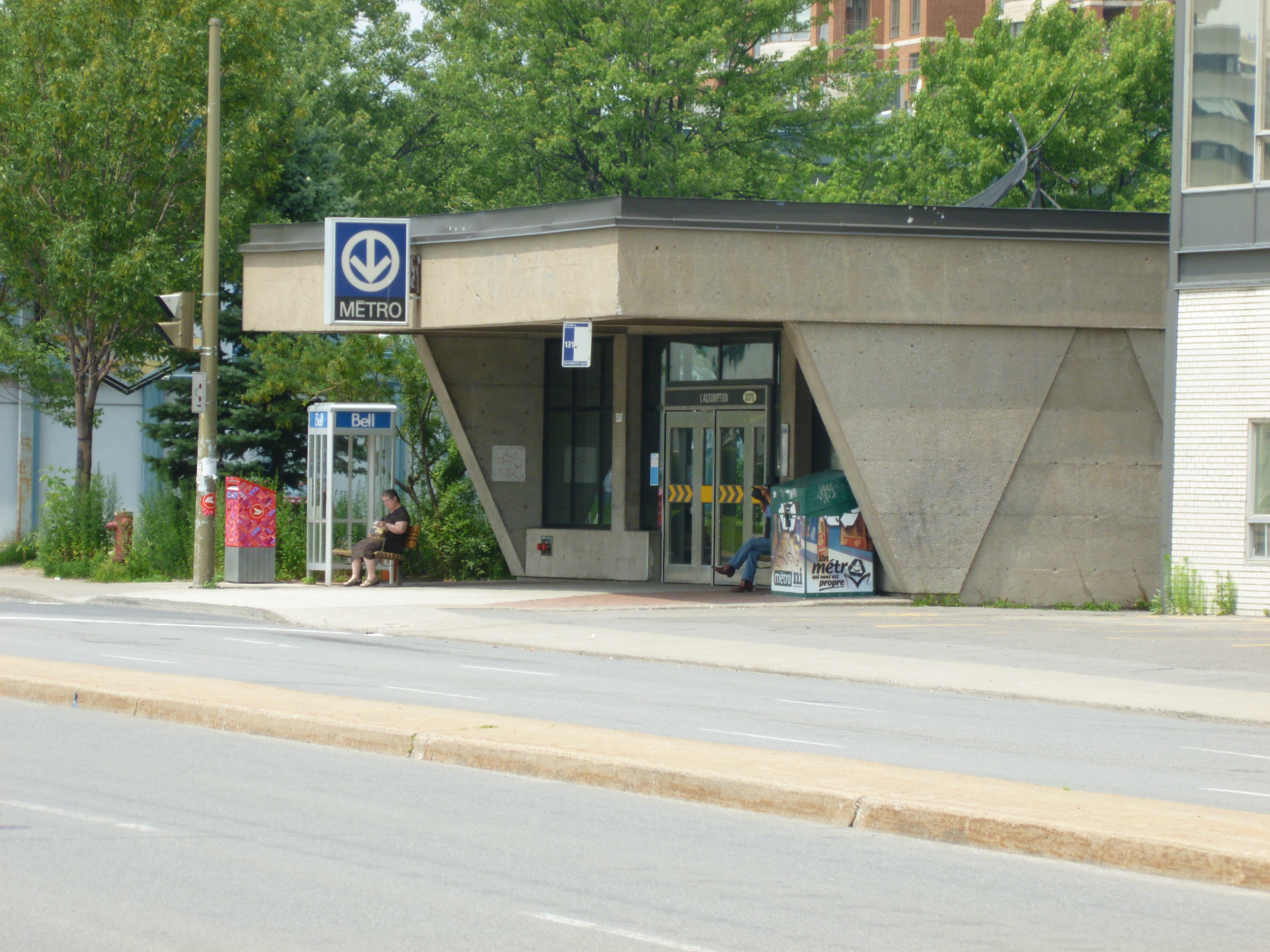
Eingangspavillon

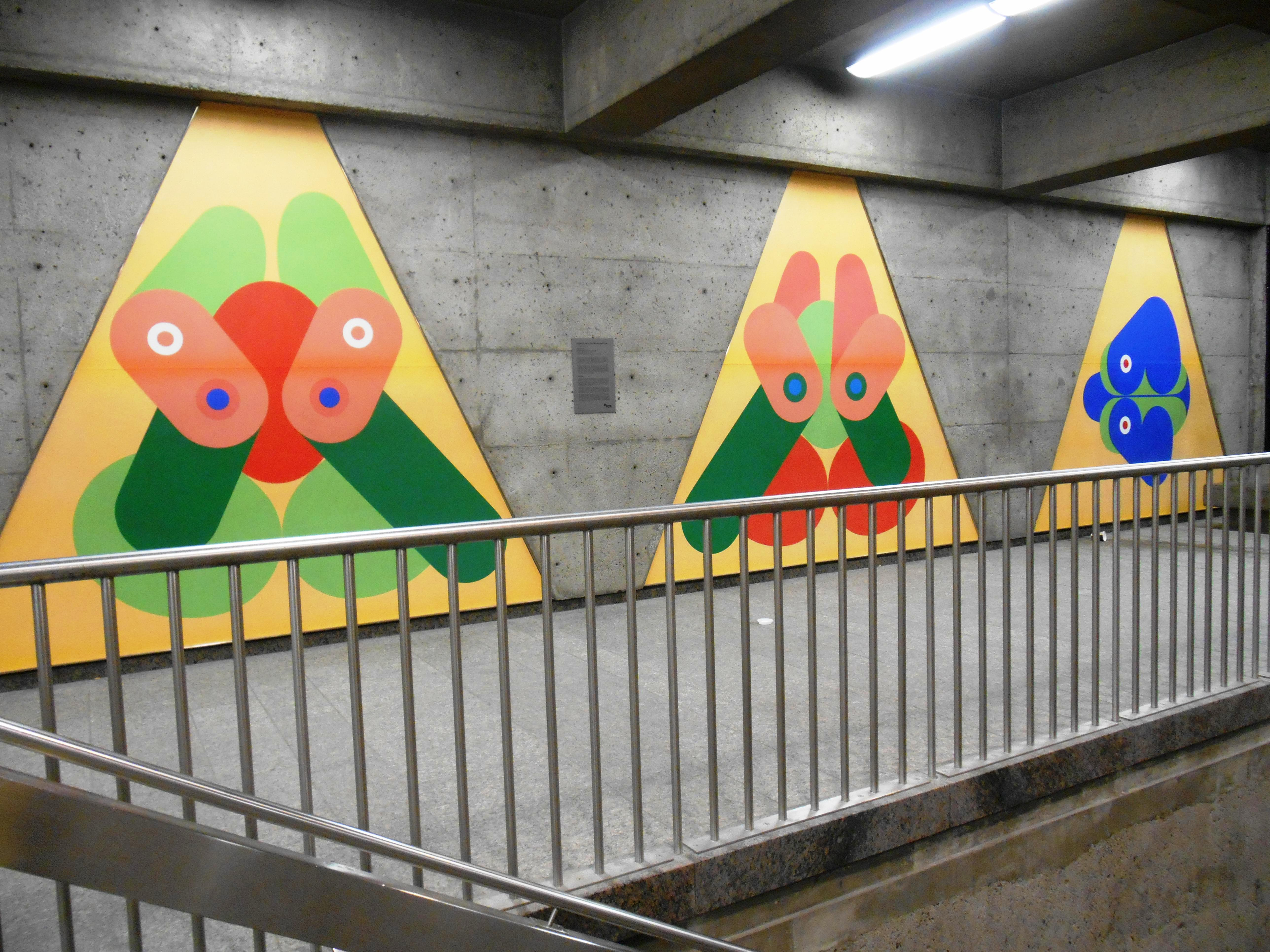
Wandbilder

Die vom Architekturbüro Duplessis et Labelle entworfene Station entstand in offener Bauweise. Aufgrund der relativ großen Tiefe ergab sich dadurch eine weitläufige Halle, deren markantestes Merkmal die schräg gestellte Decke ist. Die Verteilerebene besitzt die Form einer diagonal verlaufenden Brücke über den Gleisen, der Eingangspavillon dreieckige Fenster. Verschiedene bunte Wandbilder von Guy Montpetit lockern die ansonsten eintönigen Betonwände auf. Dargestellt werden halbsymmetrische und abgerundete mechanische Motive in abstrakter Form.
In 19,2 Metern Tiefe befindet sich die Bahnsteigebene mit zwei Seitenbahnsteigen. Die Entfernungen zu den benachbarten Stationen, jeweils von Stationsende zu Stationsanfang gemessen, betragen 895,87 Meter bis Viau und 781,69 Meter bis Cadillac. Es bestehen Anschlüsse zu fünf Buslinien und drei Nachtbuslinie der Société de transport de Montréal. In der Nähe befindet sich das ehemalige olympische Dorf.

## Geschichte
Die Eröffnung der Station erfolgte am 6. Juni 1976, zusammen mit dem Teilstück Frontenac–Honoré-Beaugrand der grünen Linie. Namensgeber ist der Boulevard de l’Assomption. Dieser Name bezieht sich auf 1950 von Papst Pius XII. proklamiertes Dogma, die Mariä Aufnahme in den Himmel. Während der Planungsphase war noch die Stationsbezeichnung Chauveau vorgesehen.